# Dyomyx egista
Dyomyx egista là một loài bướm đêm trong họ Erebidae.